# Прапор Сент-Вінсент і Гренадин
Прапор Сент-Вінсент і Гренадин — один з офіційних символів Сент-Вінсент і Гренадин. Офіційно затверджений 21 жовтня 1985 року. Співвідношення сторін прапора 7:11.
Прапор складається з трьох вертикальних смуг блакитного, жовтого та зеленого кольорів. На жовтій смузі, яка складає ½ ширини прапора, зображено три ромби (діаманти), які символізують те, що Сент-Вінсент і Гренадини — це діаманти Антильських островів. Ромби розміщені у формі літери V, першої у назві країни (Vincent).
Блакитний колір символізує блакитне небо, та кришталево чисту воду, жовтий — пісок острова, а зелений багату та різноманітну флору острова.
У попередній версії прапора замість ромбів був зображений герб Сент-Вінсент і Гренадин.

## Історичні прапори

До 27 жовтня 1979 року
27 жовтня 1979 року — березень 1985
березень — 21 жовтня 1985